# Roland TR-909

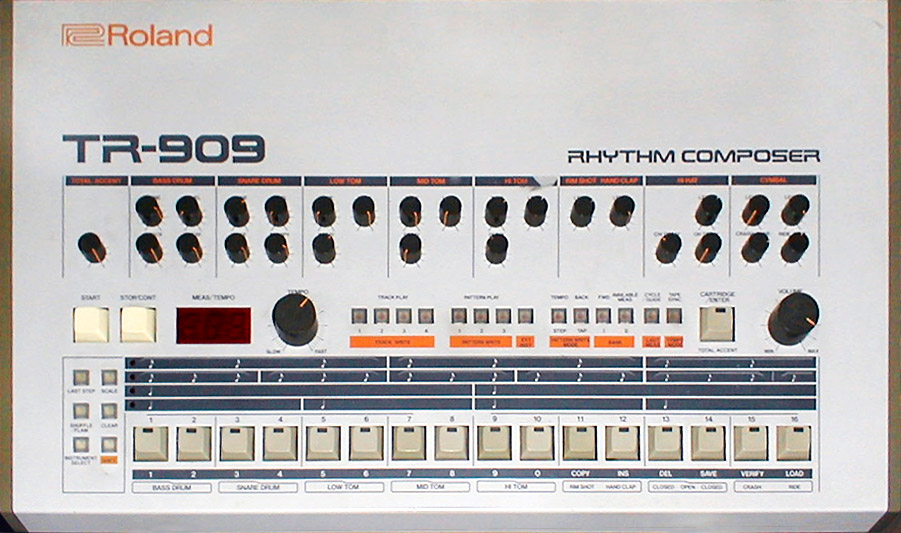
Roland TR-909

Roland TR-909 – automat perkusyjny, produkowany przez firmę Roland w latach 1984–1985.

## Dane techniczne
Projektantem instrumentu jest Tadao Kikumoto, który wcześniej opracował także projekt modelu TB-303.
Samo urządzenie generując dźwięk, częściowo wykorzystuje technologię cyfrową, a częściowo analogową. Wyposażone w sekwencer krokowy, umożliwia ono programowanie sekwencji rytmicznych na jeden z kilku sposobów.
Zestaw perkusyjny udostępniany przez TR-909, dzięki temu, że jest w części syntezowany, może ulegać modyfikacji w pewnym, określonym dla danego brzmienia zakresie. Automat ten, jest jednym z pierwszych na świecie, który wyposażono w interfejs MIDI.

### Zestaw perkusyjny
- bass drum – stopa
- snare drum – werbel
- low tom – niski tom-tom
- mid tom – średni tom tom
- high tom – wysoki tom tom
- rimshot
- handclap – klask
- hi-hat (otwarty lub zamknięty – generowane cyfrowo)
- cymbal – talerz (generowany cyfrowo)
- crash – talerz (generowany cyfrowo).

## Popularność
TR-909, dzięki swoim specyficznym możliwościom brzmieniowym, stał się niemal przedmiotem kultu w kręgach twórców współczesnej muzyki elektronicznej. Do gatunków muzycznych, w których szczególnie urządzenie to było i jest wykorzystywane, należą gatunki house, trance i techno oraz acid techno.

## Klony TR-909
Z powodu wspomnianej popularności, małej liczby wyprodukowanych egzemplarzy (jedynie 10000), a także rozwoju technologii, na przestrzeni lat powstało wiele urządzeń i programów mających za zadanie imitowanie brzmień TR-909.

### Rozwiązania sprzętowe
- JomoX XBase 09
- Novation DrumStation

### Rozwiązania programowe
- Drumazon
- ReBirth RB-338